# 李仕華
李仕華（1533年—1592年），字邦憲，四川敘南衛官籍敘州府宜賓縣人。

## 生平
八月二十六日生，行二，治《詩經》，由縣學生中式四川鄉試第三十九名舉人，年三十六歲中式隆慶二年（1568年）戊辰科會試第一百三十四名，第三甲第二百三十名進士。授陕西三原县知县。

## 家族
曾祖李鑛；祖李軏；父李；母宰氏。慈侍下，妻韋氏，繼妻曾氏；兄仕榮，弟仕亨；仕儒；仕學；仕官；仕培；仕美；仕魁。